# Batalla de Pirajá
La Batalla de Pirajá fue una batalla librada como parte de la Independencia de Bahía y, más ampliamente, como parte de la Guerra de Independencia de Brasil. Se luchó en Pirajá, ahora un barrio de la ciudad de Salvador, Bahia el 8 de noviembre de 1822. La Batalla de Pirajá fue el enfrentamiento más grande en la lucha por la independencia de Bahía, involucrando aproximadamente 10.000 efectivos.

## Preludio
Al mando de las fuerzas portuguesas en Bahía estaba Inácio Luís Madeira de Melo, que había sido enviado por Portugal para sofocar los rumores de independencia y la disidencia política y administrativa. El general francés Pierre Labatut, que había sido designado por el Príncipe Regente, Pedro I de Brasil, el 3 de julio de 1822, como comandante del Ejército Pacificador, tomó el mando de las fuerzas brasileñas contra Madeira de melo. Labatut estableció su cuartel general en Engenho Novo, una plantación de caña de azúcar en Bahian Recôncavo, en el interior del estado. Labatut colocó al coronel Gomes Caldeira y su brigada en Itapoã, ahora un barrio en el este de la ciudad de Salvador. Mayor (luego coronel) José de Barros Falcão de Lacerda fue colocado en Pirajá, un barrio aproximadamente 15 millas (24,1 km) al norte del centro histórico de Salvador. También hubo destacamentos en Engenho Cabrito, Coqueiro, Bate-Folha y otros puntos. En la mañana del 8, casi todas las posiciones de los brasileños fueron atacadas o amenazadas, ya sea por tierra o por mar.

## Batalla
Tobias Monteiro, en su A elaboração da Independência, registra que un mayor Barros Falcão, que en un momento dirigió a las tropas brasileñas, había ordenado la retirada, pero el corneta Luis Lopes en su lugar sonó  la "caballería, avanzar y decapitar". Tal movimiento hubiera sido imposible, ya que no había caballería brasileña en la batalla, pero los portugueses entraron en pánico y se retiraron a la centro histórico de la ciudad, dando ventaja a las tropas brasileñas, que atacaron con renovado entusiasmo y ganaron la batalla. En total, la batalla duró diez horas. Sin embargo, las estadísticas sobre el número de bajas en la batalla varían mucho según las fuentes, tanto en Brasil como en Portugal. . Labatut registró 200 muertos el 8 de noviembre, pero 633 en un acta del día siguiente. El periódico O Espelho de Río de Janeiro registró 375 muertos y 221 heridos portugueses. Otras fuentes registran 30, 64, 70 u 80 muertes de portugueses.

## Resultado y secuelas
La batalla fue un enfrentamiento decisivo entre el Ejército Pacificador y la Legión Constitucional portuguesa. La victoria brasileña consolidó la derrota política y militar de los portugueses en Bahía. Tales factores contribuirían a la independencia de Bahía instigada el 2 de julio de 1823, considerada por muchos investigadores y comentaristas como un marco para la efectiva y práctica independencia de Brasil. La batalla formó un elemento central de la celebración de Dois de Julho, o 2 de julio, una conmemoración de la independencia de Bahía.